# Kunsta

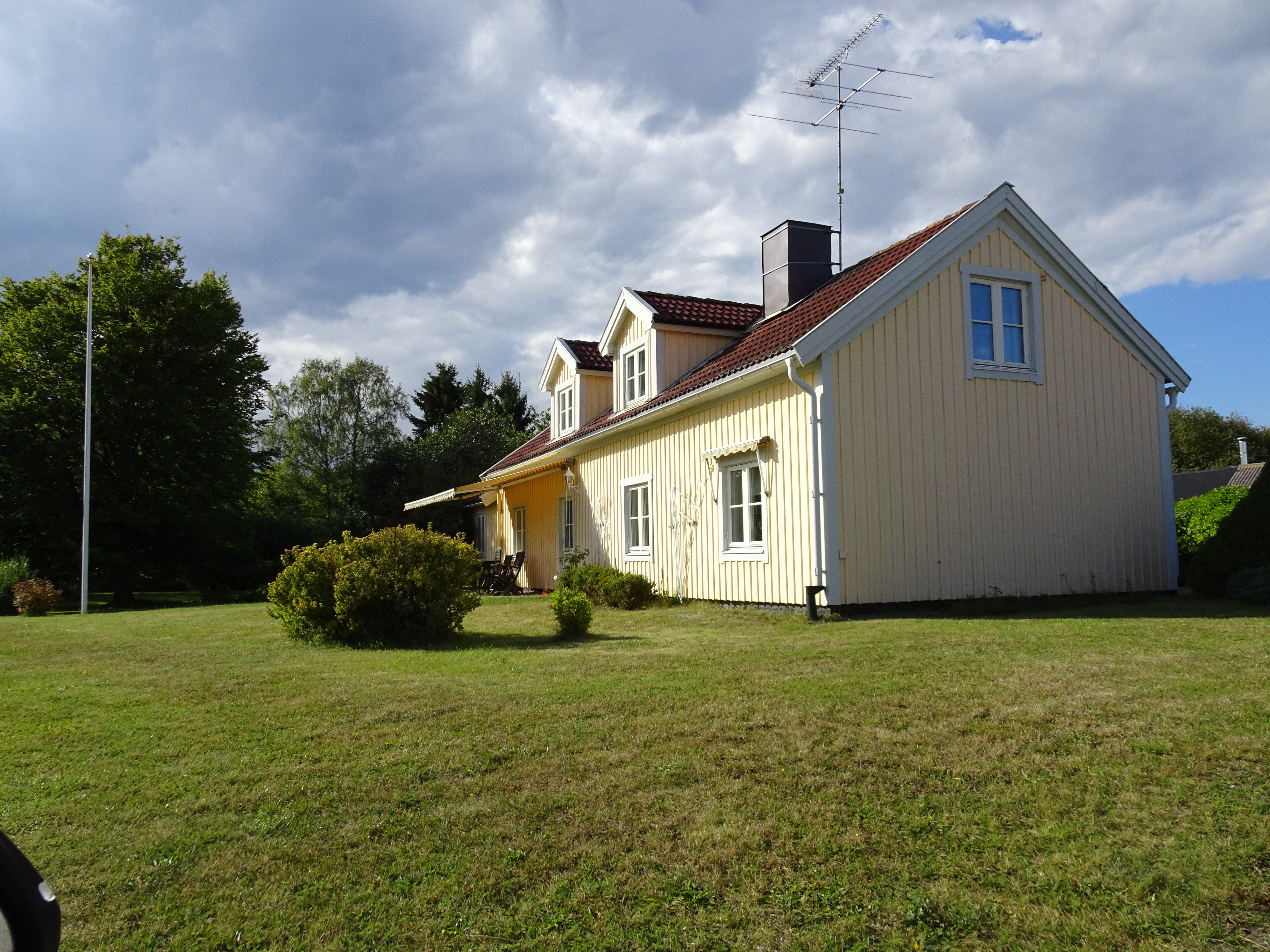
Kunsta gård, 2016.

Kunsta är en mindre ort och en forntida boplats med flera gravfält från yngre järnåldern på nordöstra delen av Adelsön, Ekerö kommun.

## Gravfält
I Kunstaområdet finns fyra gravfält med sammanlagd över 100 synliga gravar. Det största består av omkring 60 fornlämningar inom ett område av cirka 100 x 85 meter. Fältet utgöres av 25 högar och 34 runda stensättningar samt en triangulär, fylld stensättning. Några gravar har en klotformad mittsten, vilket tyder på att en kvinna begravdes här. Män kunde ha en rest sten på sina grav.
Åren 1920 och 1926 undersöktes nio gravar i Kunsta av arkeologen Hanna Rydh som fann bland annat ett bronsbeslag med granatinlägg, glaspärlor, flera kam av ben, en pärla av bergkristall, fragment av bronskedjor, spelbrickor av ben och en så kallad tatingkanna med ursprung i Rhenlandet. I en av garvarna hittade  man en hammare som möjligtvis tillhört en smed som varit verksam i vikingastaden.
Troligen var platsen bebodd redan före yngre järnåldern. Det finns även teorier om att Kunsta var huvudgård för utmarken i dagens Sättra.

### Fornfynd från Kunsta

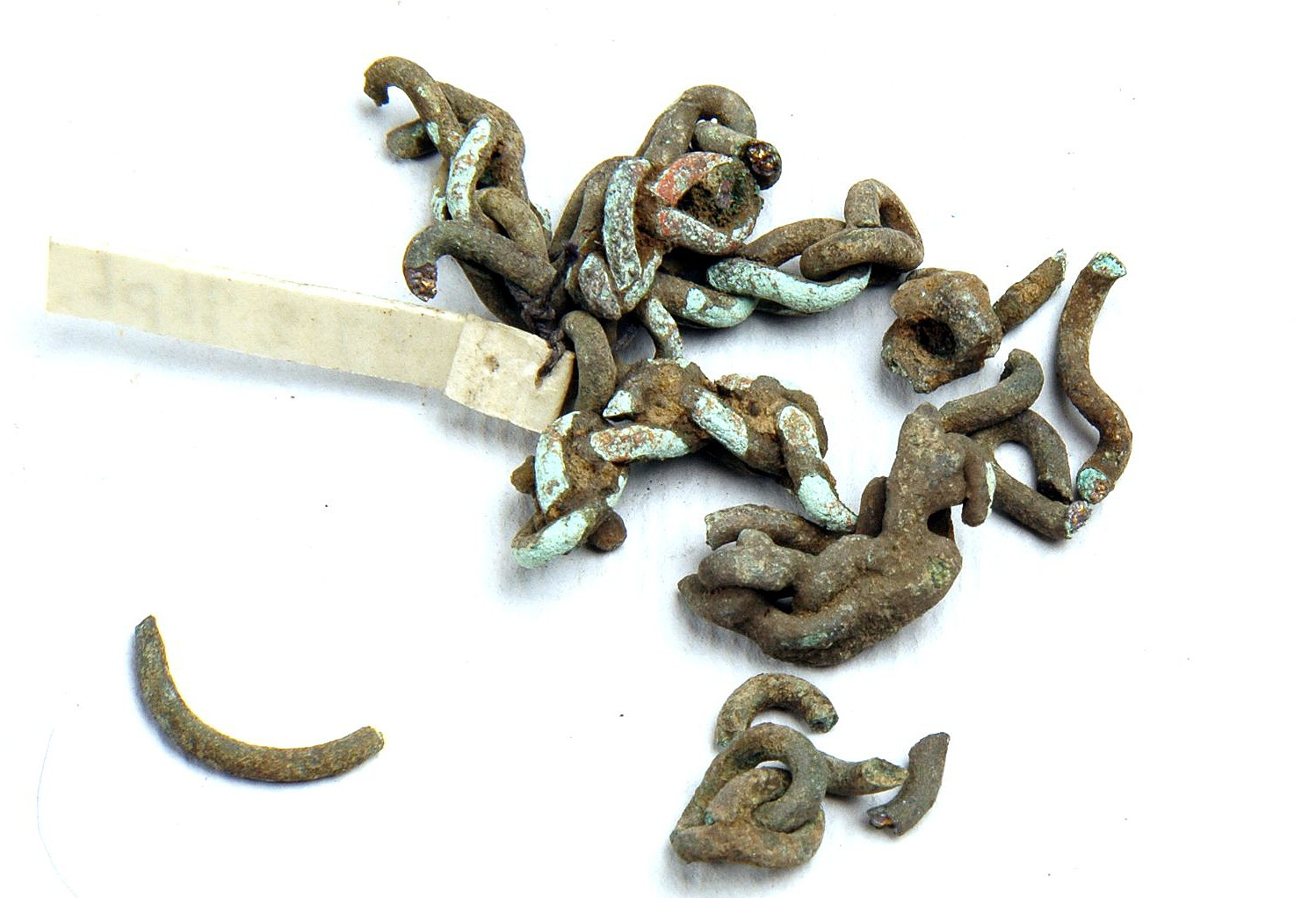
Bronskedja
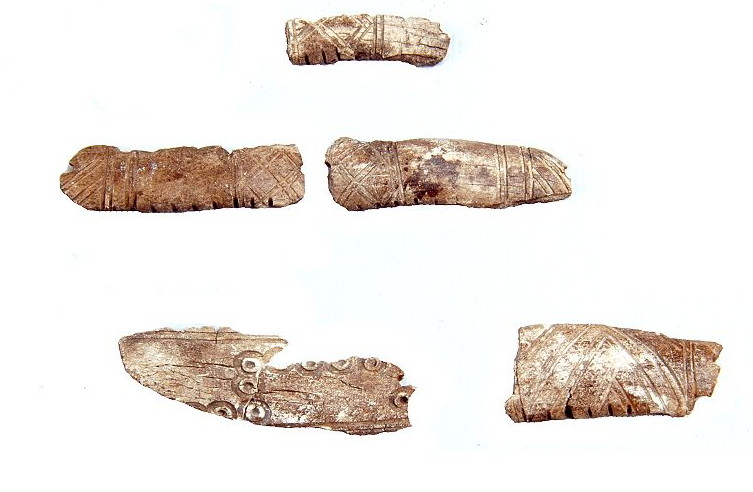
Kam av ben
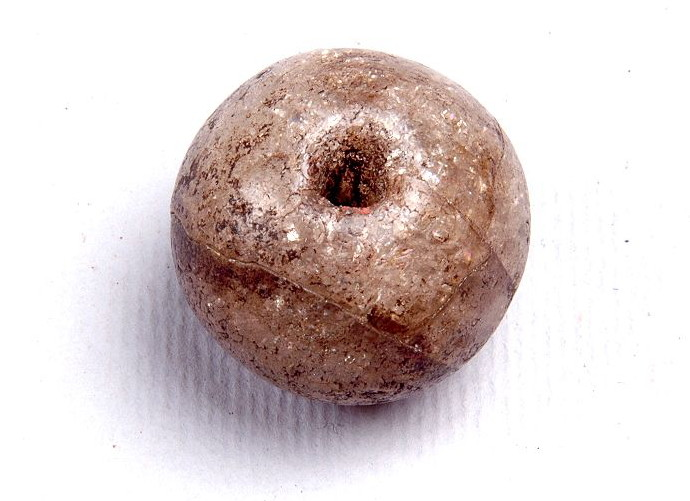
Pärla av bergkristall
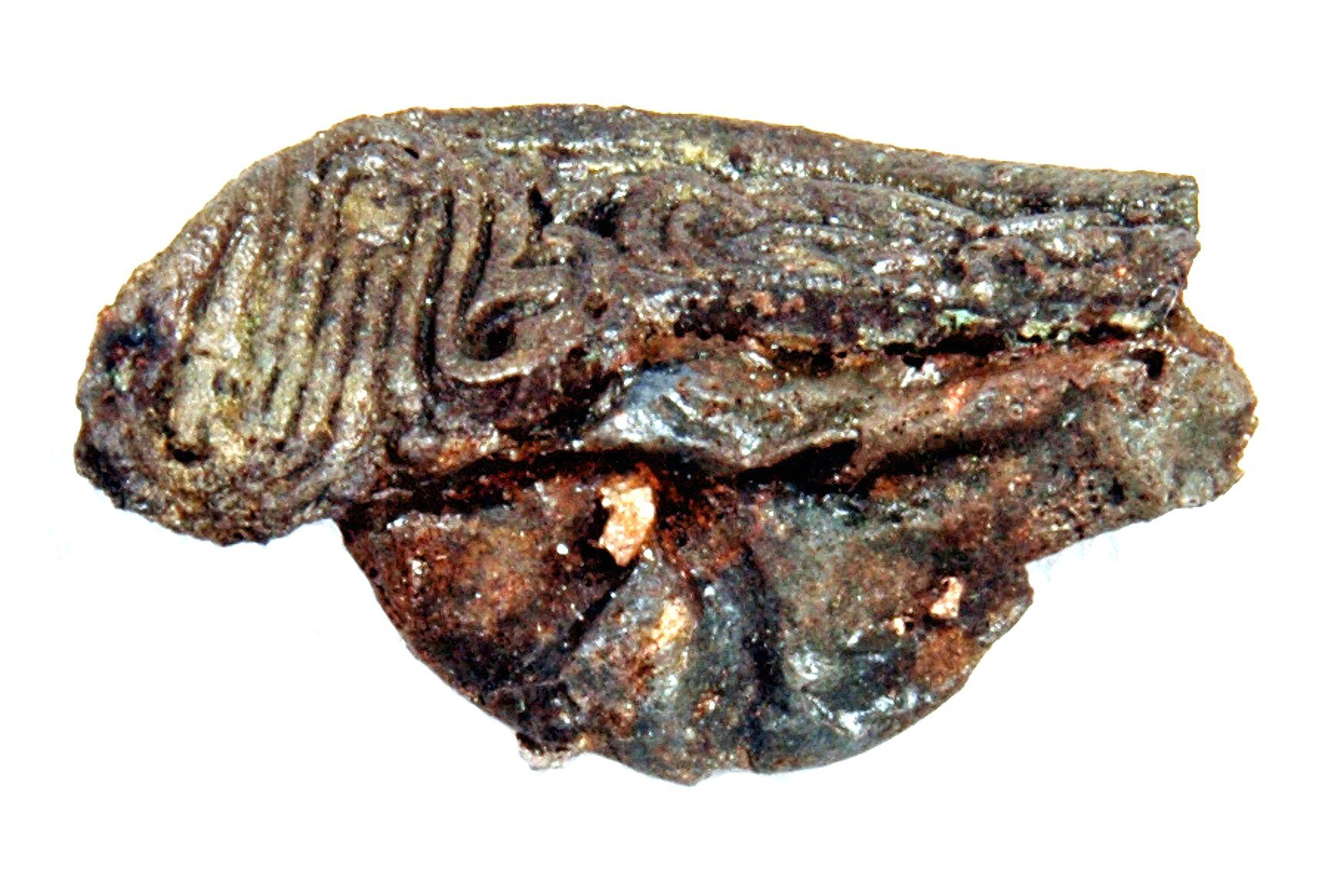
Pärlspridare
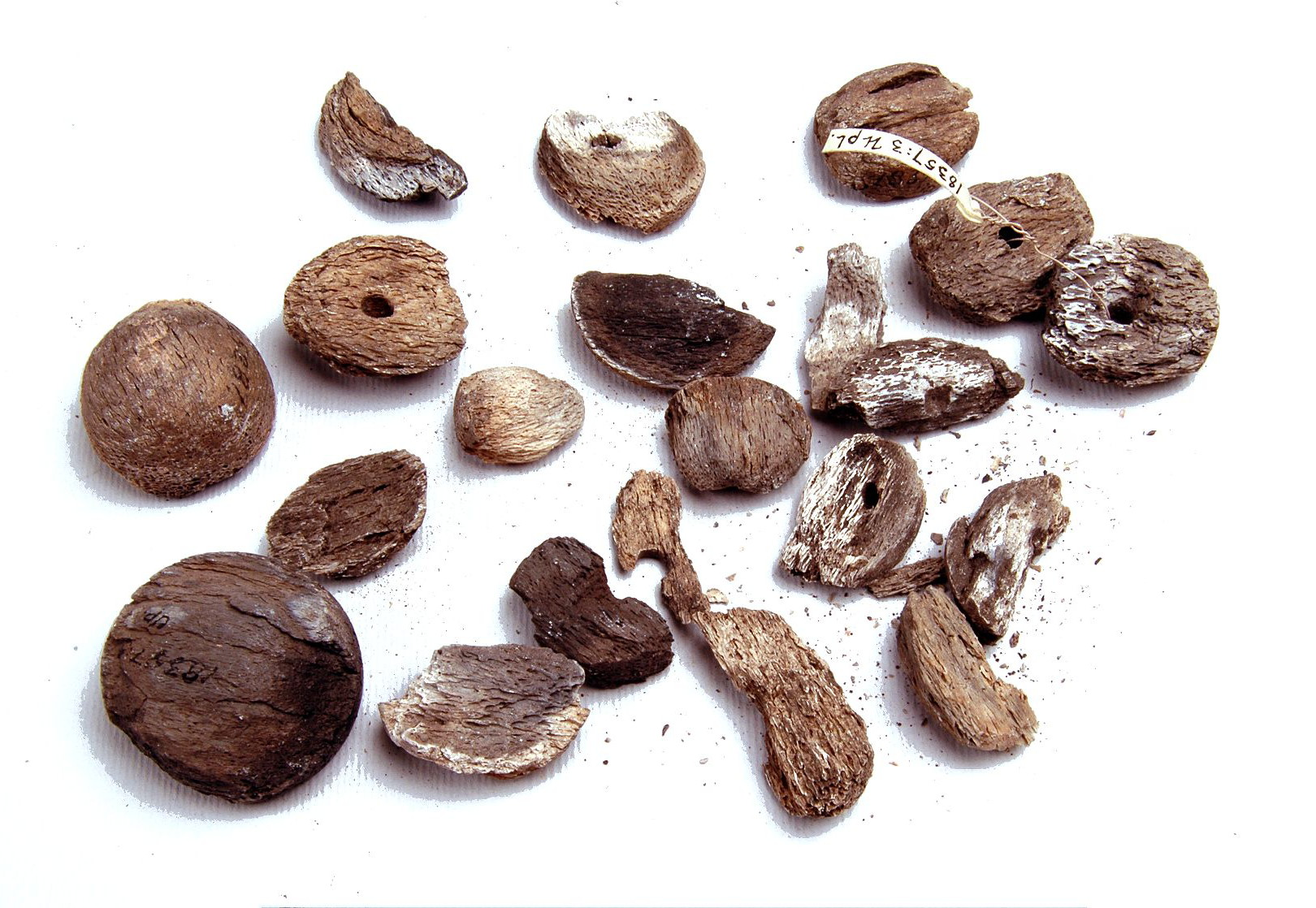
Spelbricka av ben

## Orten
Orten Kunsta består av en gårdsbyggnad, några torp och ekonomibyggnader. Av Kunstatorp återstår bara en ruin. Bland äldre bebyggelse märks ett rödmålat knuttimrat uthus. Högsta höjd är Kunstaberget med en höjd av 53,2 meter över havet. Här finns en rastplats och ett cirka sju meter högt utsiktstorn från vilken man har milsvid utsikt över Mälaren mot norr. Genom området sträcker sig Adelsö vandringsled.

### Bilder

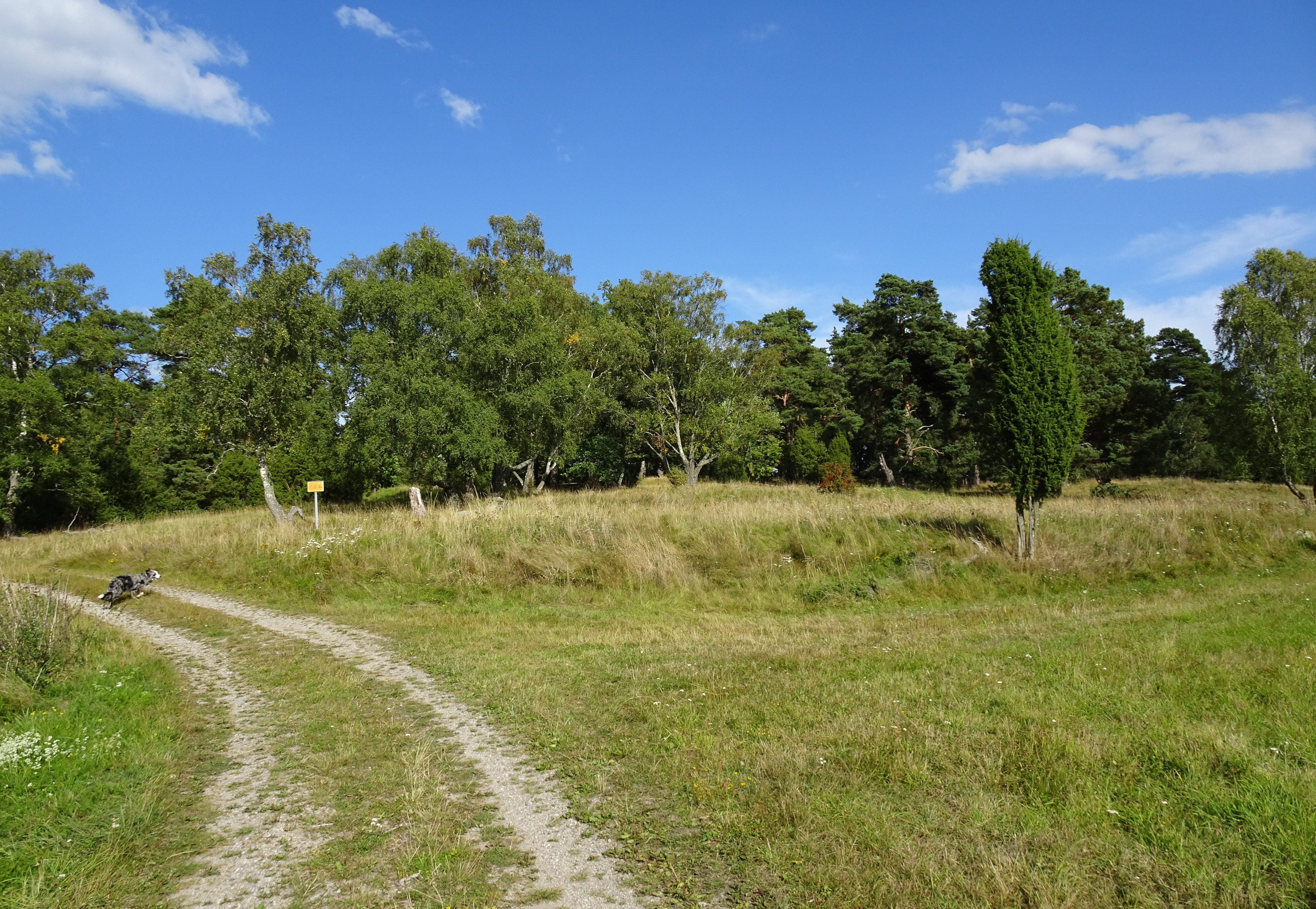
Gravfält RAÄ-nummer Adelsö 79:1
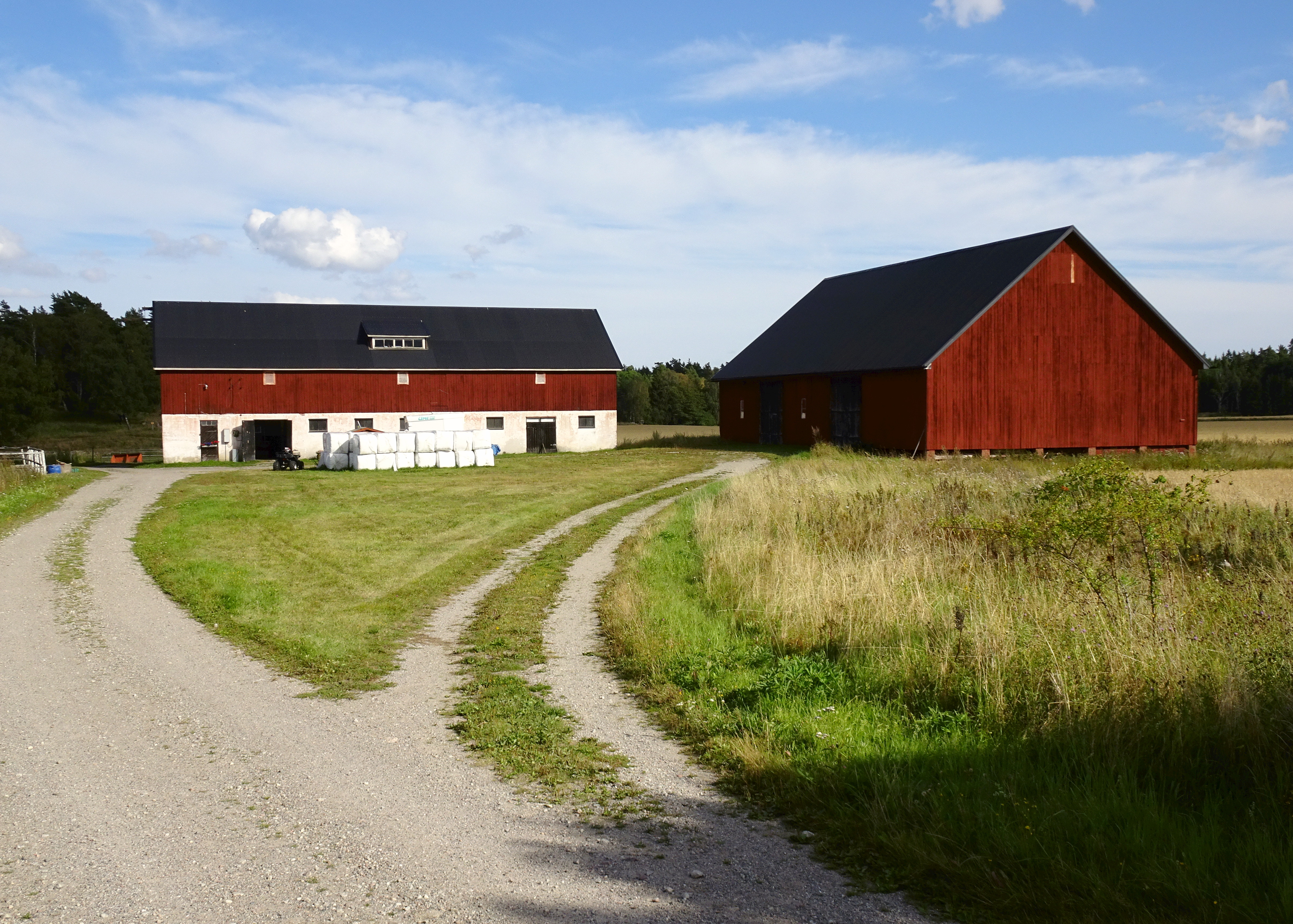
Kunsta ekonomibyggnader
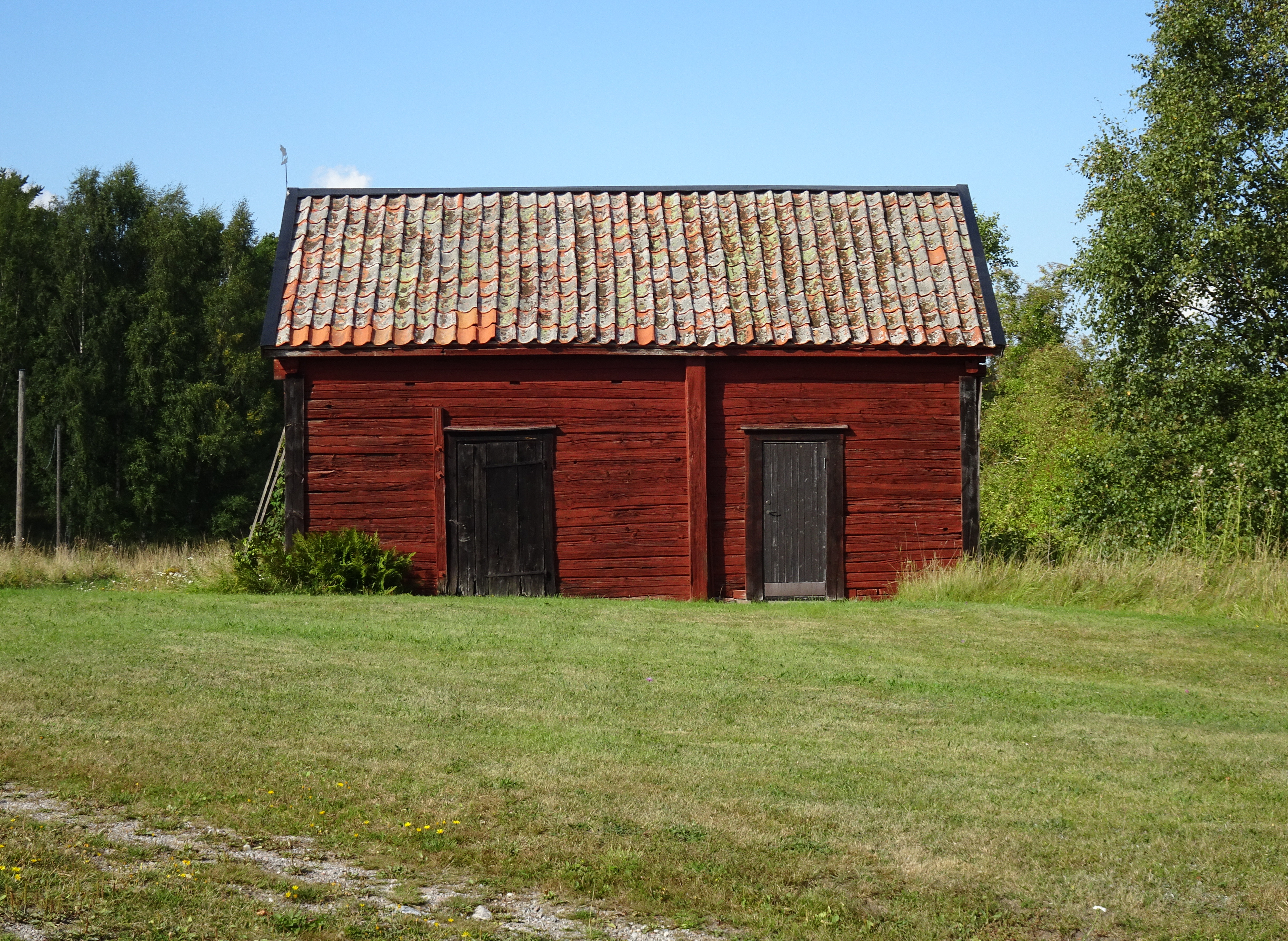
Knuttimrat uthus
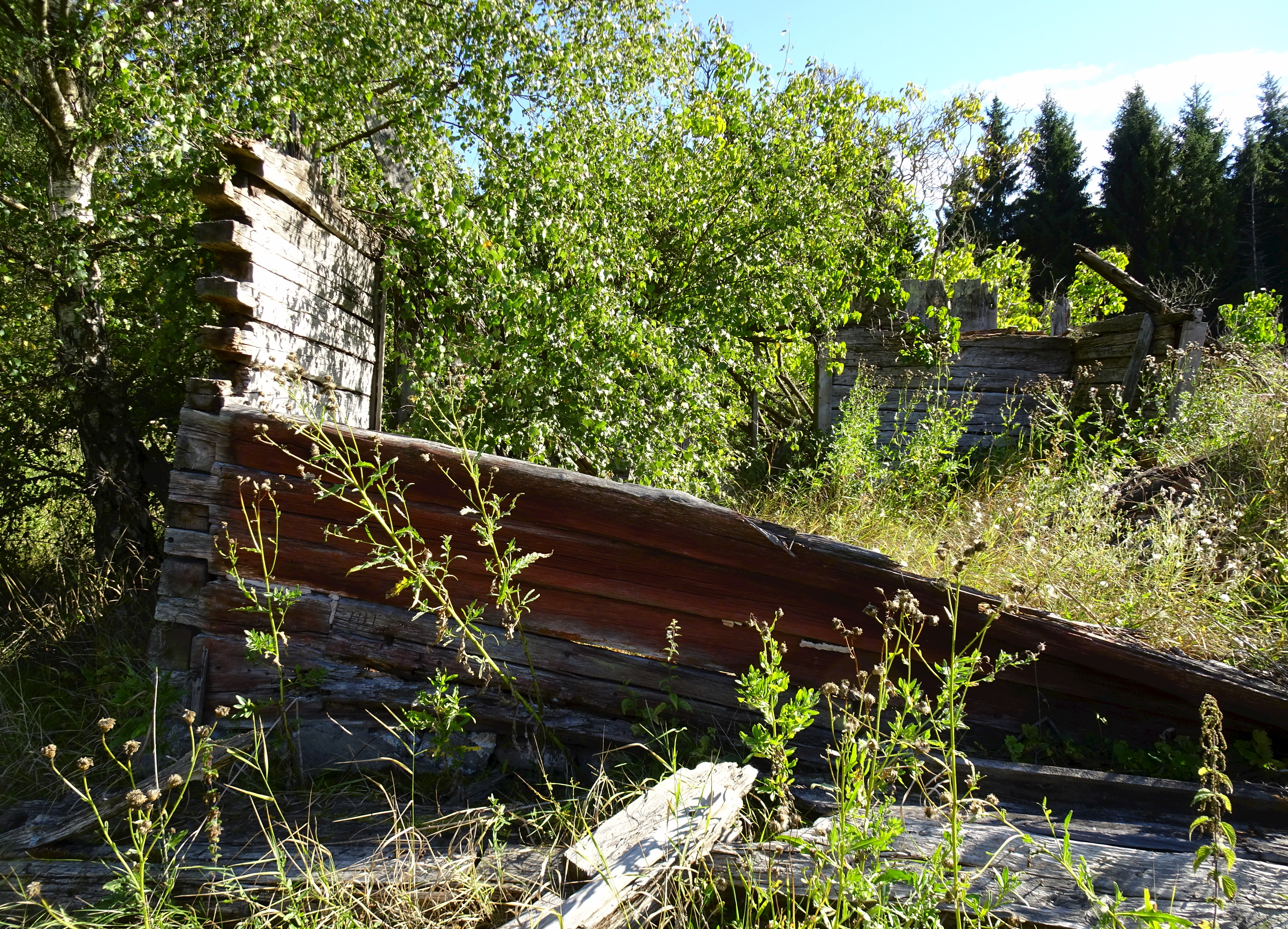
Kunstatorps ruin
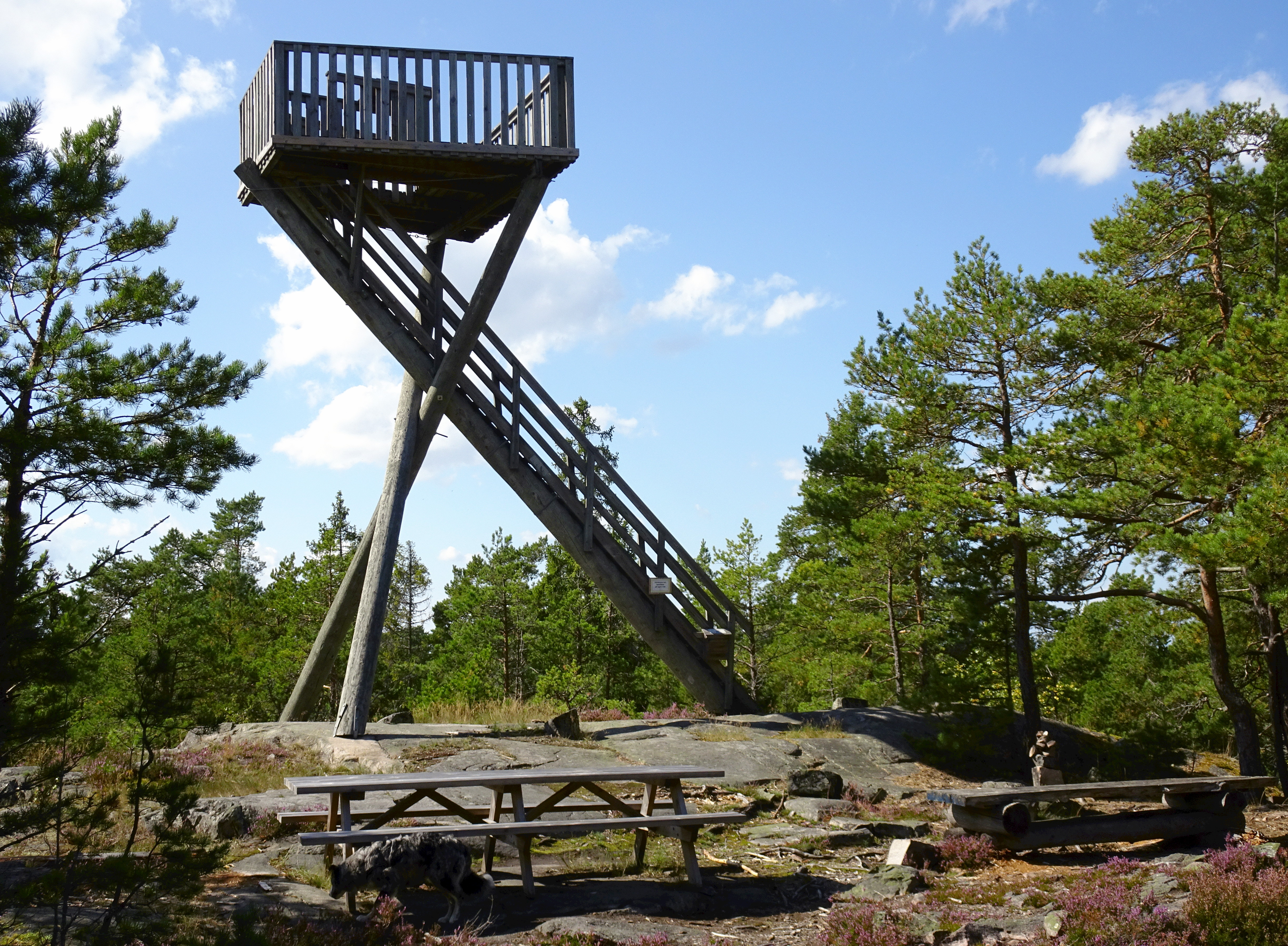
Utsiktstorn på Kunstaberget